# Star Trek Prodigy (Original Music from the Series)
Star Trek Prodigy (Original Music from the Series) è un album in studio della compositrice istraelo-olandese Nami Melumad, pubblicato nel 2022. L'album contiene la colonna sonora della serie animata Star Trek: Prodigy

## Tracce
Testi e musiche di Nami Melumad, tranne dove indicato.
1. Michael Giacchino – Star Trek Prodigy (Main Theme) – 2:52
2. Tars Lamora – 4:11
3. Fly Me Hover – 2:10
4. It's Not O-Kazon – 2:18
5. The Last of Vau N'Akat – 2:27
6. Zero Zeros In – 1:00
7. In Catboots – 2:57
8. Great Mines Work Alike – 1:11
9. Mine Your Own Business – 2:04
10. USS Protostar NX-76884 – 4:16
11. Close Encounters of the Curious Kind – 1:55
12. Trust Me, I'm an Engineer – 2:42
13. Cultural Studies – 0:46
14. No Dal Moment – 2:31
15. The Surge Between Us – 4:25
16. Have a Nice Fight – 3:54
17. Get Outer Space – 5:12
18. Always Wanted to See the Stars – 1:37
19. Divine Intervention – 0:41
20. Starfleet 101 – Introduction to Starfleet – 5:17
21. Trading Spaces – 1:58
22. Live Well and Prosper – 2:21
23. Second First Contact – 0:54
24. Red Alert – 2:35
25. Whatever Floats Your Boat – 4:26
26. Pathfinder – 3:18
27. A Nudge in the Right Direction – 1:29
28. The Revenant-12 – 1:03
29. First Away Mission – 3:46
30. Set Phasers to Fun – 3:14
31. Gwyning Control, Pt. 1 – 1:21
32. Gwyning Control, Pt. 2 – 1:34
33. Curiouser and Curiouser – 2:48
34. Persistence of Vision – 2:16
35. Weird is Part of the Job – 2:09
36. Running a Tied Ship – 4:52
37. From Here to Where – 3:38
38. Moving Mountains – 2:55
39. Watcher in the Woods – 2:05
40. juppu' maHlaH – 4:28
41. Unwelcome Visitor – 3:11
42. Dream Catcher, You Heart Breaker – 3:42
43. My Protostar, My Choice – 3:09
44. Proto, I Have a Feeling We Aren't in Delta Quadrant Anymore – 2:19
45. Holodeck 101 – 3:29
46. A Penny For Your Thoughts – 1:21
47. You Are My Blood, My Spirit's Song – 1:32
48. Starfleet's Finest – 2:29
49. Coffee First – 1:26
50. Dal vs. The Kobayashi Maru – 1:46
51. Murftoot – 1:31
52. A Captain With a Plan – 0:28
53. Lightningboom – 1:32
54. Stinger of Prey – 0:23
55. The Measure of a Captain – 2:32
56. Found in Translation – 1:10
57. Beam Me out – 1:57
58. Meet and Greed – 3:10
59. Ferengi Rule of Acquisition No. 208 – 3:15
60. First Con-Tact – 2:48
61. Frame 245 – 0:37
62. Crystal Matters – 1:14
63. The Cymari Song – 4:31
64. The Prime Deceptive – 2:47
65. Who Your True Friends Are – 1:47

Durata totale: 161:42